# Questi fantasmi (film 1967)
Questi fantasmi è un film del 1967 diretto da Renato Castellani.
Il film, con protagonisti Sophia Loren e Vittorio Gassman, è liberamente tratto dalla commedia omonima di Eduardo De Filippo.

## Trama
Pasquale Lojacono e sua moglie Maria vivono di stenti e finiscono per tentare il suicidio. La svolta avviene quando Pasquale trova una casa in cui non solo non si paga l'affitto, ma addirittura si viene pagati, a patto di restare almeno cinque anni e di farsi notare tutti i giorni. Il perché è spiegato dal portinaio: nella grande casa si aggirerebbe il fantasma tormentato di un nobile spagnolo e per sfatare la leggenda il proprietario pagherà gli inquilini che dimostreranno la sua abitabilità.
Il ricco Alfredo, spasimante di Maria, cerca in tutti i modi di strapparla al marito, finendo per nascondersi in un armadio, uscendo dal quale Pasquale lo crede il fantasma del nobile spagnolo che gli fa dono di moneta. Ne nascerà un malinteso che farà credere a Maria che il marito sia disposto a cederla all'amante in cambio di denaro.
Scoperto l'inganno Pasquale e Maria insceneranno la morte di lei così da recuperare l'onore perduto. Scagionato dal tribunale per l'omicidio della moglie Pasquale ritorna a casa ritrovando Maria che si era nascosta nella soffitta della casa, ma costretti a mantenere la facciata i due decidono di emigrare in Scozia, ancora una volta grazie ai soldi di Alfredo, trovando alloggio in un castello di cui - anche stavolta - si dice che sia infestato da un fantasma.